# When We Were Beautiful
«When We Were Beautiful» es una canción y el segundo sencillo del undécimo álbum de estudio de Bon Jovi, The Circle. El sencillo fue estrenado en la radio el 26 de octubre de 2009.

## Integrantes
- Jon Bon Jovi - Voz.
- Richie Sambora - Guitarra y coros.
- David Bryan - Teclados y coros.
- Tico Torres - Batería.
- Hugh McDonald - Bajo.